# Maria Kurjo
Maria Kurjo (Berlín, 10 de diciembre de 1989) es una deportista alemana que compite en saltos de plataforma.
Ganó diez medallas en el Campeonato Europeo de Natación entre los años 2011 y 2018.

## Palmarés internacional
| Campeonato Europeo | Campeonato Europeo       | Campeonato Europeo | Campeonato Europeo     |
| Año                | Lugar                    | Medalla            | Prueba                 |
| ------------------ | ------------------------ | ------------------ | ---------------------- |
| 2011               | Turín (Italia)           | Medalla de bronce  | Trampolín 3 m          |
| 2012               | Eindhoven (Países Bajos) | Medalla de bronce  | Plataforma 10 m        |
| 2013               | Rostock (Alemania)       | Medalla de bronce  | Plataforma 10 m        |
| 2013               | Rostock (Alemania)       | Medalla de bronce  | Plataforma 10 m sincro |
| 2014               | Berlín (Alemania)        | Medalla de plata   | Plataforma 10 m sincro |
| 2015               | Rostock (Alemania)       | Medalla de plata   | Equipo mixto           |
| 2016               | Londres (Reino Unido)    | Medalla de oro     | Plataforma 10 m sincro |
| 2018               | Glasgow (Reino Unido)    | Medalla de plata   | Equipo mixto           |
| 2018               | Glasgow (Reino Unido)    | Medalla de bronce  | Plataforma 10 m        |
| 2018               | Glasgow (Reino Unido)    | Medalla de bronce  | Plataforma 10 m sincro |